# Krakatau Steel
PT Krakatau Steel – indonezyjskie przedsiębiorstwo państwowe działające w sektorze metalurgicznym. Zostało założone w 1971 roku.
Jest największym producentem stali w Indonezji.